# 褐翅基大蚜
褐翅基大蚜（学名：Lachnus fici）为大蚜科櫟大蚜屬下的一个种。